# National Route 10
Die National Route 10 (kurz N10)  ist eine südafrikanische Nationalstraße, die in der Nähe von Gqeberha am Indischen Ozean beginnt und bis nach Nakop zum Grenzübergang zwischen Südafrika und Namibia verläuft.

## Streckenverlauf
Die N10 besitzt ihren südlichsten Endpunkt am Abzweig (Nanaga Interchange) mit der N2 östlich Gqeberha bei Ncanaha. Sie führt von dort in nördliche Richtung nach Paterson und überquert den Olifantskoop-Pass in den Zuurberg Mountains. Danach fällt der Straßenverlauf in die Ebene des Little Fish River und des Great Fish River ab.
In der Ortschaft Cookhouse zweigt die Regionalstraße R63 in Richtung Somerset East ab. Von Cookhouse verläuft die N10 weiter nach Cradock und erreicht weiter nördlich in Middelburg die vom Westen heranführende N9. Letztere verlässt nach einigen Kilometern die gemeinsame Trassenführung in Richtung Colesberg. An der Zweigstelle der beiden Nationalstraßen wendet sich die N10 nach Nordwesten, quert kurz darauf die Provinzgrenze zwischen Eastern Cape und Northern Cape und kreuzt bei Hanover die N1. Nach diesem Kreuzungspunkt erreicht sie De Aar, wo sie weiter parallel zu einer Eisenbahnstrecke nun in Britstown ankommt. Hier quert die N10 die N12, eine aus der Provinz Gauteng um Johannesburg in die Provinz Western Cape führende Nationalstraße.
In Prieska erreicht die N10 das Bergbaugebiet mit einst wirtschaftlich bedeutsamen Vorkommen von Krokydolith in der Umgebung dieser Stadt. Von hier führt sie nach Marydale, wo die nahe zur Straße verlaufende Eisenbahnstrecke sich westwärts in Richtung Upington wendet. In Groblershoop zweigt die aus Osten heranführende Regionalstraße R64 ab und die N10 begleitet nun den Flusslauf des Oranje an dessen Westufer bis nach Upington. Wenige Kilometer nordwestlich von Groblershoop quert sie die von Sishen zum Hafen Saldanha führende Eisenbahnstrecke der Orex line.
In Upington kreuzt die N10 die von Springbok im Westen bis nach Pretoria im Nordosten verlaufende N14. Von diesem Kreuzungspunkt führt sie nun in fast westlicher Ausrichtung auf die Grenze von Namibia zu, die sie im Grenzort Nakop (Nakop border post) erreicht. Ihre Fortsetzung bildet nun die Nationalstraße B3 bis in die Nähe der Ortschaft Grünau.

## Streckenausbau
In ihren südlichen Abschnitten ist die Fahrbahn zweispurig, ab Middelburg einspurig, teilweise nur mir unbefestigten Seitenstreifen. Eine Straßenverbreiterung wurde in den winelands des Orange-River-Tal vorgenommen. Die Fahrbahn der N10 ist durchgängig asphaltiert. Bisher gibt es auf der N10 keine Mautstrecken.